# Intendant (vojaštvo)
Intendant je vojaška oseba, ki je zadolžena za preskrbo vojaške enote oz. ustanove s hrano, uniformami in drugo nebojno vojaško opremo.